# Džamija Azizija (Kostajnica)
Džamija Azizija je sagrađena 1862. godine u Kostajnici voljom Osmanskog sultana Abdul-Aziza, a srušena je 1992. godine.
Nakon rata džamija je ponovno izgrađena i otvorena 12. jula 2008. Svečano otvaranje je vodio Reis-l-ulema Mustafa Cerić. Ključeve kapija džamije su dobili i građani koji su izgradnju izdatno potpomogli.  

## Literatura
- Hadžihasanović, Amra (2011). „MEMORIJA ILI ANTIMEMORIJA — Problematika očuvanja memorije porušenih objekata u poslijeratnoj obnovi spomenika kulture Bosne i Hercegovine”. Novi Muallim. Sarajevo: Udruženje Ilmijje Islamske zajednice u BiH. 12 (48): 48—53.